# Alacsony háttérsugárzású acél
Az alacsony háttérsugárzású acél bármilyen olyan acél, amelyet az első atombombák robbantása előtt, az 1940-es és 1950-es évek előtt gyártottak. A Trinity nukleáris teszttel, valamint Hirosima és Nagaszaki 1945-ös nukleáris robbantásával, majd a hidegháború korai éveiben végrehajtott kísérleti atomrobbantások során a háttérsugárzás szintje megnőtt az egész világon. A modern acél az emberi tevékenység során keletkezett radioaktív radionuklidokkal szennyezett, mivel gyártása során légköri levegőt használnak. Az alacsony háttérsugárzású acélt azért nevezik így, mivel nem tartalmaz ilyen sugárzó szennyeződéseket. Ezt az acélt olyan eszközökben használják, amelyeknél a radioaktív sugárzás kimutatására a legnagyobb érzékenység szükséges. 
Az alacsony háttérsugárzású acél elsődleges forrásai azok a hajóroncsok, amelyek a Trinity teszt előtt süllyedtek el. A leghíresebb elsüllyedt hajók a német első világháborús hadihajók Scapa Flownál.

## Radionuklid-szennyezés

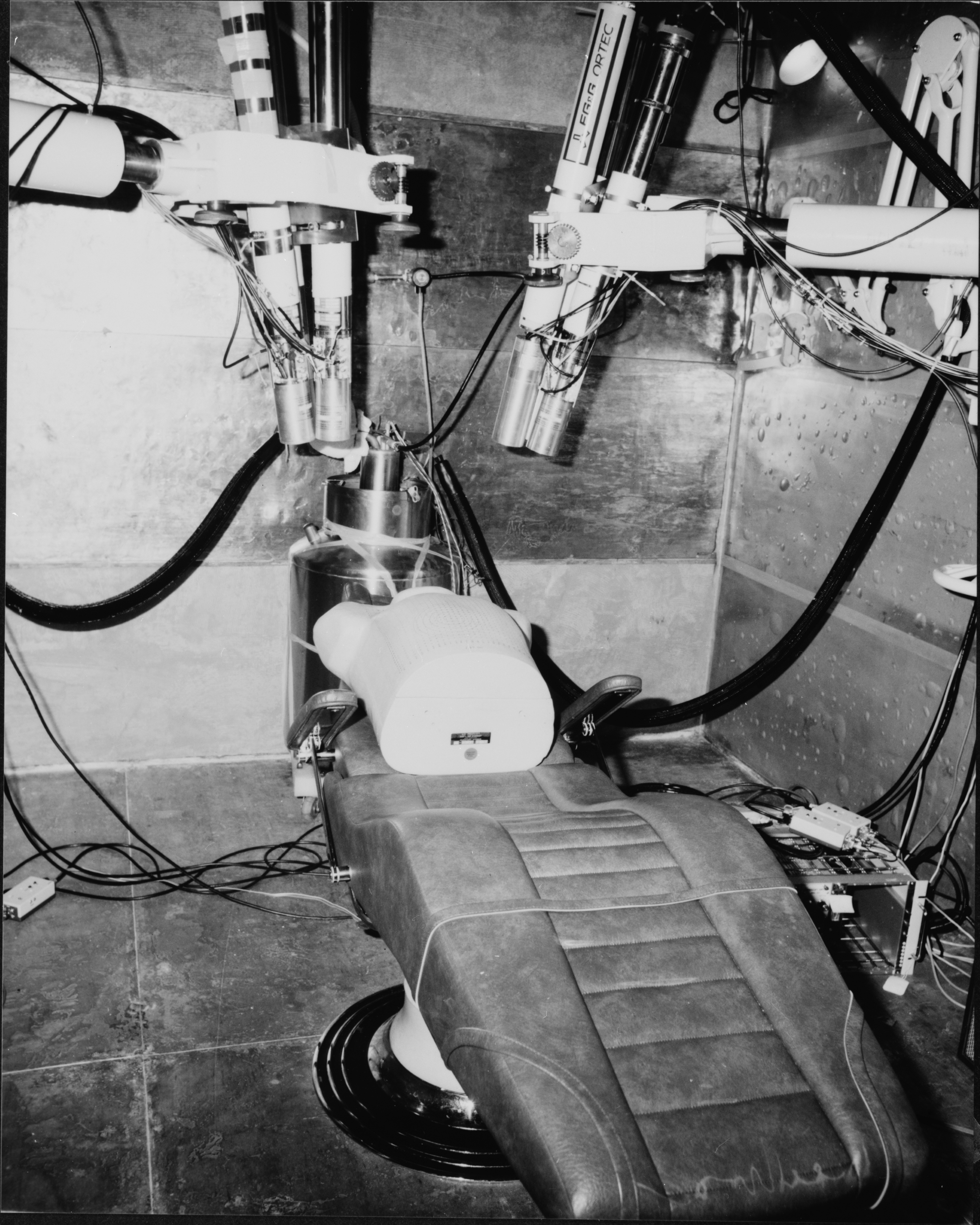
Teljesen a második világháború előtti acélból készült, az egész test mérésére szolgáló sugárzásmérő helyiség a coloradói Denverben, a Rocky Flats plutóniumgyárban

1856-tól a 20. század közepéig az acélt – a legtöbb öntödében – Bessemer-technológiával kezdték gyártani, ahol a levegőt áramoltattak a Bessemer-konverterekbe a nyersvasat acéllá alakítva. A 20. század közepére sok acélüzem átállt a konverteres acélgyártásra amely levegő helyett tiszta oxigént használ. Mivel azonban mindkét eljárás légköri oxigént használ, a levegőben lévő sugárzó részecskék beépülnek az acélba, így gyengén radioaktívvá téve azt.
A világ antropogén (emberi tevékenységből származó) háttérsugárzási szintje természetes szint feletti 0,15 mSv/évnél tetőzött, 1963-ban, az atomcsendről szóló szerződés hatálybalépésének évében. Azóta az antropogén háttérsugárzás exponenciálisan, évente 0,005 mSv-re csökkent, a természetes szint felett.
Előfordultak radioaktív 60Co-szennyeződések, amikor a hajóroncsokat újrahasznosították, de a többi fémhulladéktól nem különítették el megfelelően.

## Alkalmazások
Az alacsony háttértartalmú acélt igénylő eszközök a következők: 
- Geiger–Müller-számlálók
- Orvosi készülékek: a teljes test és a tüdőből kibocsájtott levegő sugárzását mérő műszerek
- Fotonikai műszerek
- Repülési és űrérzékelők
- Légköri szenzorok

Mivel ezek az eszközök érzékelik a radioaktív anyagok által kibocsátott sugárzást, rendkívül alacsony sugárzási környezetet igényelnek az optimális érzékenységhez. Az alacsony háttérsugárzás számláló kamrák alacsony háttértartalmú acélból készülnek, rendkívül nehéz sugárzásvédelemmel. Ezeket a legkisebb nukleáris sugárzások kimutatására használják.